# Problema de los puentes de Königsberg

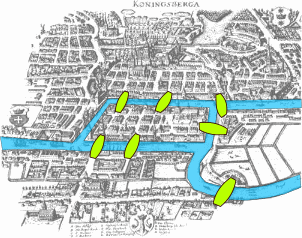
Mapa de Königsberg en la época de Leonhard Euler, que muestra dónde se encontraban los siete puentes (en verde claro) y las ramas del río (en celeste).

El problema de los puentes de Königsberg, también llamado más específicamente problema de los siete puentes de Königsberg, es un célebre problema matemático resuelto por Leonhard Euler en 1736 y cuya resolución dio origen a la teoría de grafos. Su nombre se debe a Königsberg, la ciudad de Prusia Oriental y luego de Alemania que desde 1945 se convirtió en la ciudad rusa de Kaliningrado.
Esta ciudad está atravesada por el río Pregolia. Este se bifurca y rodea con sus brazos a la isla Kneiphof, de forma que el terreno queda dividido en cuatro regiones distintas, que entonces estaban unidas mediante siete puentes llamados puente del herrero, Puente Conector, Puente Verde, Puente del Mercado, Puente de Madera, Puente Alto y Puente de la Miel. El problema se formuló en el siglo XVIII y consistía en encontrar un recorrido para cruzar a pie toda la ciudad pasando solo una vez por cada uno de los puentes y regresando al mismo punto de inicio.

## Contextualización del problema
Leonhard Euler llegó a Prusia en 1741, a la edad de 34 años, donde vivió hasta 1766 y luego regresó a San Petersburgo. Durante esos años trabajó en la Academia Prusiana de las Ciencias, donde desarrolló una prolífica carrera como investigador. Euler fue contemporáneo de varios otros famosos matemáticos y pensadores procedentes de aquella ciudad, como Immanuel Kant, Johann Georg Hamann y Christian Goldbach, por lo que Königsberg fue en ese tiempo un importante centro científico.
Fue así como surgió la formulación del problema de los puentes de Königsberg, que se propagó a modo de juego y de problema matemático entre los intelectuales de la época.

## Análisis y solución del problema

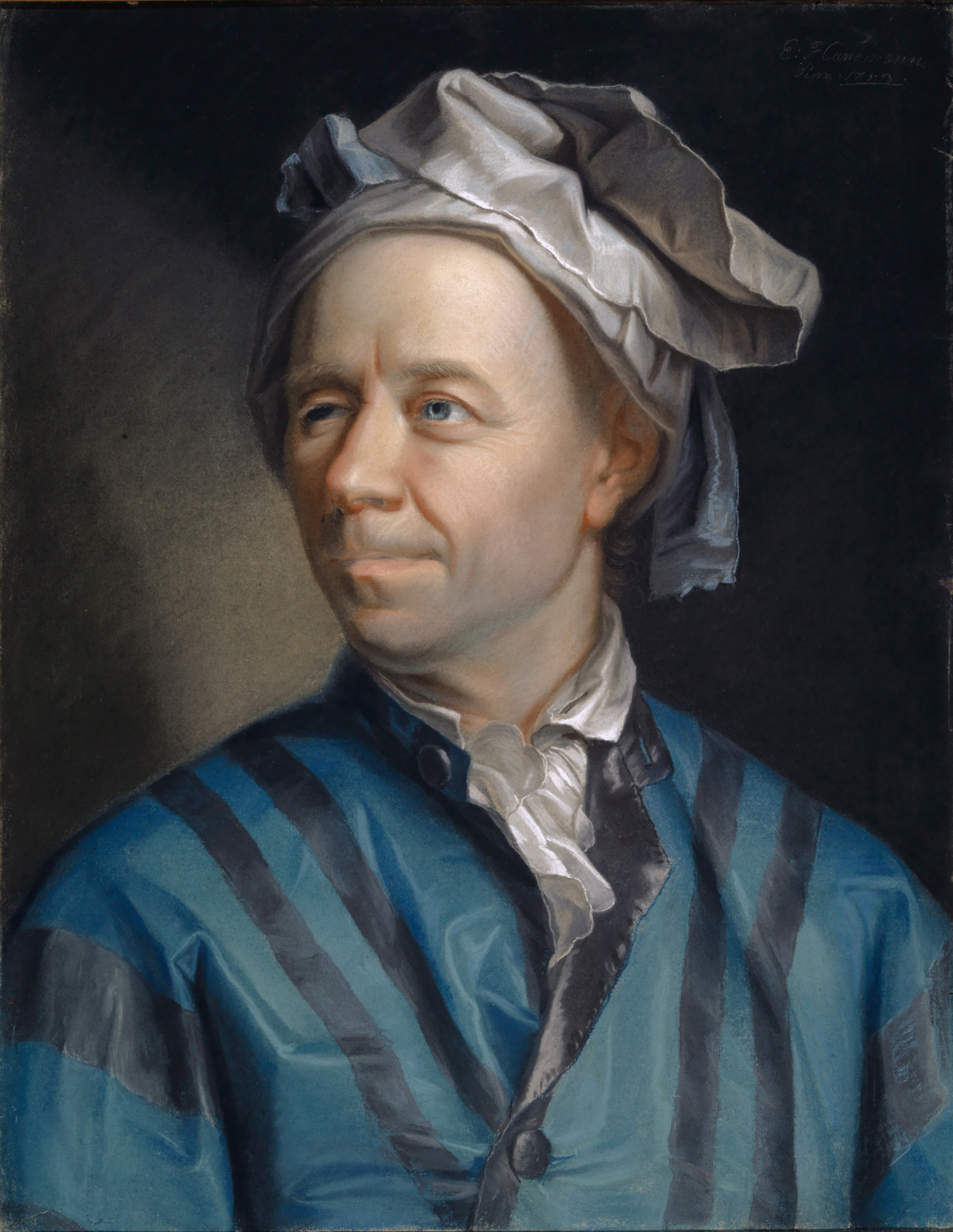
Leonhard Euler (1707-1783), famoso matemático que resolvió el problema en 1736, dando origen a la teoría de grafos. Retrato de 1753.

El problema, formulado originalmente de manera informal, consistía en responder a la siguiente pregunta:
| Dado el mapa de Königsberg, con el río Pregel dividiendo el plano en cuatro regiones distintas, que están unidas a través de los siete puentes, ¿es posible dar un paseo comenzando desde cualquiera de estas regiones, pasando por todos los puentes, recorriendo solo una vez cada uno, y regresando al mismo punto de partida? |

La respuesta es negativa, es decir, no existe una ruta con estas características. El problema puede resolverse aplicando un método de fuerza bruta, lo que implica probar todos los posibles recorridos existentes. Sin embargo, Euler, en 1736, en su publicación «Solutio problematis ad geometriam situs pertinentis», demuestra una solución generalizada del problema, que puede aplicarse a cualquier territorio en el que ciertos accesos estén restringidos a ciertas conexiones, como el de los puentes de Königsberg.
Para dicha demostración, Euler recurre a una abstracción del mapa y se enfoca exclusivamente en las regiones terrestres y las conexiones entre ellas. Cada puente quedó representado mediante una línea que unía a dos puntos, y cada uno de estos puntos representaba una región diferente. Así, el problema se reduce a decidir si existe o no un camino que comience por uno de los puntos, recorra todas las líneas una sola vez y regrese al mismo punto de partida.
 →
 →

### Solución de Euler
Euler determinó, en el contexto del problema, que los puntos intermedios de un recorrido posible necesariamente han de estar conectados a un número par de líneas. En efecto, si llegamos a un punto desde alguna línea, entonces el único modo de salir de ese punto es por una línea diferente. Esto significa que tanto el punto inicial como el final serían los únicos que podrían estar conectados con un número impar de líneas. Sin embargo, el requisito adicional del problema dice que el punto inicial debe ser igual al final, por lo que no podría existir ningún punto conectado con un número impar de líneas.
En particular, como se ve en este diagrama, los cuatro puntos tienen un número impar de líneas (tres de ellos tienen tres líneas y el restante tiene cinco). Por lo tanto, se concluye que es imposible definir un camino con las características buscadas que son los siete puentes de Königsberg.

## Repercusiones
Esta abstracción del problema ideada por Euler dio pie a la primera noción de grafo, que es un tipo de estructura de datos utilizada ampliamente en matemática discreta y en ciencias de la computación. A los puntos se les llama vértices y a las líneas aristas. Al número de aristas incidentes a un vértice se le llama el grado de dicho vértice. Específicamente, un diagrama como el de la abstracción del mapa de Königsberg representa un multigrafo no dirigido sin bucles.
En la teoría de grafos existe un concepto llamado ciclo euleriano, llamado así justamente en honor a Leonhard Euler, que representa cualquier camino dentro de un grafo particular capaz de recorrer todas las aristas una sola vez y regresar finalmente al mismo vértice original. En coloración de grafos, una subárea de la teoría de grafos, la resolución de este problema constituye además el primer teorema de los grafos planares.
Por otra parte, la publicación de Euler es la primera que hace alusión a una geometría en que solo interesan las propiedades estructurales de los objetos y no sus medidas, como tradicionalmente se hace. El matemático llama a esta nueva manera de ver los objetos geométricos «geometriam situs», término que hoy se traduce como topología, área actual de la matemática cuyo origen directo puede situarse en la resolución de este problema.

## El problema original en la actualidad

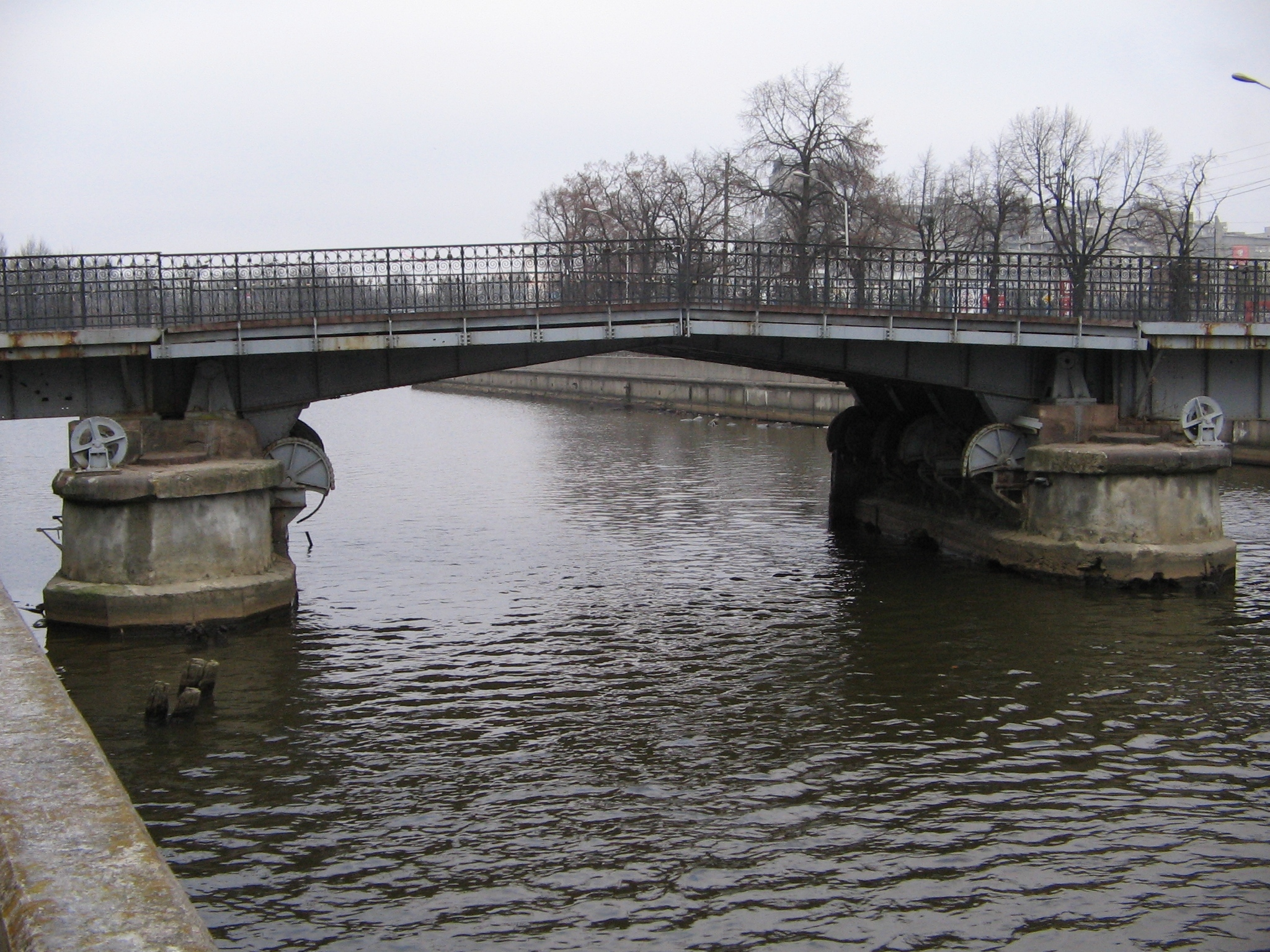
Puente de la Miel sobre el río Pregolia en Kaliningrado.

Dos de los siete puentes originales fueron destruidos por el bombardeo de Königsberg durante la Segunda Guerra Mundial. Otros dos fueron posteriormente demolidos y reemplazados por carreteras modernas. Los tres puentes restantes aún permanecen en pie, aunque solo dos de ellos desde la época de Euler, pues uno fue reconstruido en 1935.
Por lo tanto, en la actualidad solo existen cinco puentes en Kaliningrado, distribuidos de tal manera que ahora sí es posible definir un camino euleriano, es decir, una ruta que comienza en una isla y termina en otra; pero no todavía un ciclo euleriano, es decir, que la ruta comience y termine en el mismo lugar, lo cual era necesario para cumplir con las condiciones iniciales del problema.